# Кленовик
Кленовик е село в Западна България. То се намира в община Радомир, област Перник.

## География
Селото е в подножието на Конявска планина (Конява планина, Коньовска планина) в подножието на връх Колош, която е основният източник на отопление и строителен материал за селото. Тя е обитавана главно от дребен дивеч, като по-големи представители се отличават глиганът и вълкът. Надморската ѝ височина на върха е около 1300 метра. Друг основен поминък на жителите на селото е земеделието, в частност производството на пшеница и слънчоглед, както и миньорството.
Край селото се намира местността „Янковец“ – вековна дъбова гора с площ от 22 декара, обявена за природна забележителност със Заповед №3039 от 3.10.1974 г. на МГОПС. В тази природна забележителност е включено находище на див божур.

## История
Данни за селото под името Кленовик датират от повече от 700 години, а самото място е заселено от повече от 8000 години. Кленовик дължи името на дървото клен, тъй като до манастира на селото има големи кленови гори.
Едно от предишните имена на Кленовик е Колош, като името на планината. То се е наложило главно преди години. Селото се наименува Колош след сливането му със съседното село Житуша, което се прави заради сливането на стопанствата им. През 1990 г. двете села отново са разделени и им се връщат старите наименования.

## Религии
Православие. В селото има действаща църква „Успение Богородично“, възстановена от дарители. Йордан Марински е платил дърворезбите и част от новите икони. Сам възстановил и старото манастирче край селото, което е било напълно разрушено.

## Обществени институции
Кметство. Поща. Допреди 15 – 20 години е имало и читалище, училище и киносалон, болница. Децата от селото учат в Извор.

## Културни и природни забележителности
Една от природните забележителности на селото е планината Колош и прилежащият към нея язовир. Колош е предпланина на Рила и дял от Конявската планина. Има манастир, църква, останки от римска крепост.

## Редовни събития
Всяка първа събота на месец септември се провежда съборът на селото.

## Личности
- Родени в Кленовик
  - Станко Тодоров (1920 – 1996) – политик, министър-председател на България (1971 – 1981)

## Други
В миналото основни занаяти в селото са дърводелство, шивачество, бозаджийство.

### Кухня
Традиционна българска, шопска.